# جيمس إلروي
لي ايرل «جيمس» إلروي (بالإنجليزية: Lee Earle "James" Ellroy) هو كاتب مختص في أدب الجريمة أعماله تتضمن The Black Dahlia (1987), The Big Nowhere (1988), L.A. Confidential (1990), White Jazz (1992), American Tabloid (1995), The Cold Six Thousand (2001), and Blood's a Rover (2009).

## روابط خارجية
- جيمس إلروي على موقع IMDb (الإنجليزية)
- جيمس إلروي على موقع الموسوعة البريطانية (الإنجليزية)
- جيمس إلروي على موقع مونزينجر (الألمانية)
- جيمس إلروي على موقع ألو سيني (الفرنسية)
- جيمس إلروي على موقع ميوزك برينز (الإنجليزية)
- جيمس إلروي على موقع أول موفي (الإنجليزية)
- جيمس إلروي على موقع قاعدة بيانات الأفلام السويدية (السويدية)
- جيمس إلروي على موقع إن إن دي بي (الإنجليزية)
- جيمس إلروي على موقع ديسكوغز (الإنجليزية)
- جيمس إلروي على موقع قاعدة بيانات الفيلم (الإنجليزية)